# Craig Rocastle
Craig Rocastle est un ancien footballeur grenadien évoluant au poste de milieu de terrain et la sélection de Grenade.

## Biographie
Après un passage non concluant avec la réserve de Chelsea, Rocastle fait sa carrière dans les divisions inférieures anglaises ponctuée d'un bref passage en Grèce. Après un court essai en mars 2010, il rejoint la MLS et le Sporting Kansas City.

## Carrière internationale
En traversant l'Atlantique, il attire l'attention du sélectionneur grenadien et participe à la Coupe caribéenne des nations 2010 en Martinique où il atteint les demi-finales, synonyme de qualification pour la Gold Cup.

## Palmarès
- Football League One play-offs en 2005 avec Sheffield Wednesday